# Министерство по делам религий Израиля
Министерство по делам религий Израиля (ивр. המשרד לשירותי דת‎) — правительственное учреждение, созданное в 1949 году и занимающееся вопросами религии в государстве Израиль.

## Задачи министерства
По закону о предоставлении религиозных услуг населению Израиля от 1971 года, министерство по делам религий занимается следующими вопросами:
- Назначение религиозных советов и контроль их деятельности.
- Планирование и ассигнование постройки синагог и микв.
- Охрана общественного порядка в святых местах Израиля.
- Соблюдение законов кашрута в правительственных и общественных учреждениях.
- Действенное участие в религиозных услугах, предоставляемых нееврейскому населению страны.

Министерству по делам религий подчиняются Главный Раввинат Израиля, религиозные советы в городах Израиля, раввинатские суды.

## История министерства
В 2003 году, вследствие коалиционного соглашения между партиями Ликуд и Шинуй, министерство по делам религий было расформировано, а его функции переданы некоторым другим министерствам правительства. Это решение повлекло за собой значительное уменьшение бюджета, выделяемого государством на религиозные услуги, что в свою очередь вызвало критику со стороны общественности.
В 2008 году, Кнессет большинством голосов принял решение восстановить министерство по делам религий во главе с министром Ицхаком Коэном.

## Список министров по делам религий
| Имя                       | Партия                                  | Года                    |
| ------------------------- | --------------------------------------- | ----------------------- |
| Иегуда-Лейб Фишман Маймон | Объединённая религиозная партия         | 14.05.1948 — 08.10.1951 |
| Хаим Моше Шапира          | Объединённая религиозная партия, Мафдал | 08.10.1951 — 03.12.1958 |
| Яаков Моше Толедано       | Беспартийный                            | 03.12.1958 — 15.10.1960 |
| Зерах Вархафтиг           | Мафдал                                  | 02.11.1961 — 10.03.1974 |
| Ицхак Рафаэль             | Мафдал                                  | 10.03.1974 — 03.06.1974 |
| Хаим Цадок                | Маарах                                  | 03.06.1974 — 29.10.1974 |
| Ицхак Рафаэль             | Мафдал                                  | 30.10.1974 — 22.12.1976 |
| Хаим Цадок                | Маарах                                  | 16.01.1977 — 20.06.1977 |
| Аарон Абухацира           | Мафдал                                  | 20.06.1977 — 05.08.1981 |
| Йосеф Бург                | Мафдал                                  | 05.08.1981 — 13.09.1984 |
| Шимон Перес               | Маарах                                  | 13.09.1984 — 23.12.1984 |
| Йосеф Бург                | Мафдал                                  | 23.12.1984 — 05.10.1986 |
| Звулун Хаммер             | Мафдал                                  | 07.10.1986 — 11.06.1990 |
| Авнер Хай Шааки           | Мафдал                                  | 11.06.1990 — 13.07.1992 |
| Ицхак Рабин               | Авода                                   | 13.07.1992 — 27.02.1995 |
| Шимон Шитрит              | Авода                                   | 27.02.1995 — 18.06.1996 |
| Биньямин Нетаньяху        | Ликуд                                   | 18.06.1996 — 07.08.1996 |
| Элиягу Свиса              | ШАС                                     | 07.08.1996 — 12.08.1997 |
| Биньямин Нетаньяху        | Ликуд                                   | 12.08.1997 — 22.08.1997 |
| Звулун Хаммер             | Мафдал                                  | 22.08.1997 — 20.01.1998 |
| Биньямин Нетаньяху        | Ликуд                                   | 20.01.1998 — 25.02.1998 |
| Ицхак Леви                | Мафдал                                  | 25.02.1998 — 13.09.1998 |
| Элиягу Свиса              | ШАС                                     | 13.09.1998 — 06.07.1999 |
| Ицхак Коэн                | ШАС                                     | 06.07.1999 — 11.07.2000 |
| Йоси Бейлин               | Единый Израиль                          | 11.10.2000 — 07.03.2001 |
| Ашер Охана                | ШАС                                     | 07.03.2001 — 28.02.2003 |
| Ариэль Шарон              | Ликуд                                   | 28.02.2003 — 31.12.2003 |
| Ицхак Коэн                | ШАС                                     | 14.01.2008 — 31.03.2009 |
| Яаков Марги               | ШАС                                     | 31.03.2009 — 18.03.2013 |
| Нафтали Беннет            | Еврейский дом                           | 18.03.2013 — 14.05.2015 |
| Давид Азулай              | ШАС                                     | 14.05.2015 — 30.10.2018 |
| Давид Азулай              | ШАС                                     | 14.05.2015 — 30.10.2018 |
| Арье Дери                 | ШАС                                     | 30.10.2018 — 31.12.2018 |
| Ицхак Вакнин              | ШАС                                     | 1.1.2019 — 17.5.2020    |
| Яакав Авитан              | ШАС (не член кнессета)                  | 17.5.2020 — 13.06.2021  |
| Матан Кахана              | Ямина                                   | 13.06.2021 — май 2022   |